# 명탐정 필립
《명탐정 필립》(영어: The Big Sleep)은 1946년 개봉한 미국의 누아르 영화로, 하워드 호크스가 감독을 맡았다. 1997년 미국 국립영화등기부에 등재되었다.

## 출연

### 주연
- 험프리 보가트
- 로렌 바콜

### 조연
- 존 리질리
- 마샤 빅커스
- 도로시 말론
- 페기 뉴슨
- 레지스 투미
- 찰스 월드론
- 찰스 D. 브라운
- 밥 스틸

## 기타
- 원작자: 레이먼드 챈들러
- 미술: 칼 줄리스 웨일